# Rachid et Fethi
Rachid et Fethi, est un duo de chanteurs et producteurs algériens, constitué de Rachid Baba Ahmed et son frère Fethi natifs de Tlemcen, qui comptent parmi les précurseurs de la musique moderne en Algérie et parmi les artistes les plus populaires des années 1970 et 1980.

## Histoire
Rachid, de son vrai nom Rachid Baba Ahmed  est né à Tlemcen le 20 aout 1946  au sein d'une famille de riches bijoutiers. Fethi, c'est son frère. Les deux frères ont toujours travaillé ensemble. Dans la famille, l'art est une tradition. Le père était musicien dans l'orchestre de Larbi Bensari. Il y jouait du rabâb. En 1963  Rachid commence par s'essayer à la flûte avant de s'inscrire pour prendre des cours dans l'orchestre Gharnatia pendant quatre ans. Amoureux de son indépendance, il s'achète une guitare et avec Fethi, il jouait des airs de twist avec des paroles en arabe. C'est à cette époque qu'ils fondent le groupe Les Vautours. 
Ce qui donnera un disque produit en France Talaiï y'a guemra, dans le style des Frères Megri. Ce fut un désastre, le disque n'ayant pas du tout été apprécié. En 1972, Rachid réalise avec Saïm EI-Hadj de la RTA d'Oran son premier clip.

### Maison d'édition Rachid et Fethi
Avec son frère, Rachid monte la maison d'édition « Rachid et Fethi », la plus grande d'Afrique et lance de nombreux artistes de tout horizon dont les chebs : Anouar, son neveu, Khaled, Houari Benchenet, Sahraoui, Fadéla, Noujoum Saf et même des chanteurs kabyles dont le groupe Ifgourene.  
Aussi à l'aise dans l'exécution de morceaux algériens, de partitions indiennes, producteur de clip, d'émissions de télévision de variétés, notamment Top Rai ou Wach Raikoum, auteur de nombreux textes de chansons. 
Rachid, barbe à la Fidel Castro vêtu d'un treillis, coiffé d'une casquette, se déplaçait en jeep et l'excentricité de ses tenues enchantait ses fans. 
Rachid meurt assassiné par balles, à Oran, le 15 février 1995 la date qui marqua la fin du duo. Son frère ne se remettra jamais de sa disparition.

## Sources et Bibliographie
- Abdelkader Bendameche, Les grandes figures de l'art musical Algérien, tome III, ENAG ÉDITIONS. 2009

## références
1. ↑  Squaaly, « La bataille du raï », La pensée de midi, vol. 7, no 1,‎ 2002, p. 108–110 (ISSN 1621-5338, DOI 10.3917/lpm.007.0108, lire en ligne, consulté le 18 juillet 2024)
2. ↑  (en) Anastasia Tsioulcas, Latitudes: The International Music You Must Hear In July, National Public Radio, 31 juillet 2014.
3. ↑   Nidam Abdi et Bouziane Daoudi, Un pionnier du raï tué à Oran, Libération, 17 février 1995.